# Seekiste

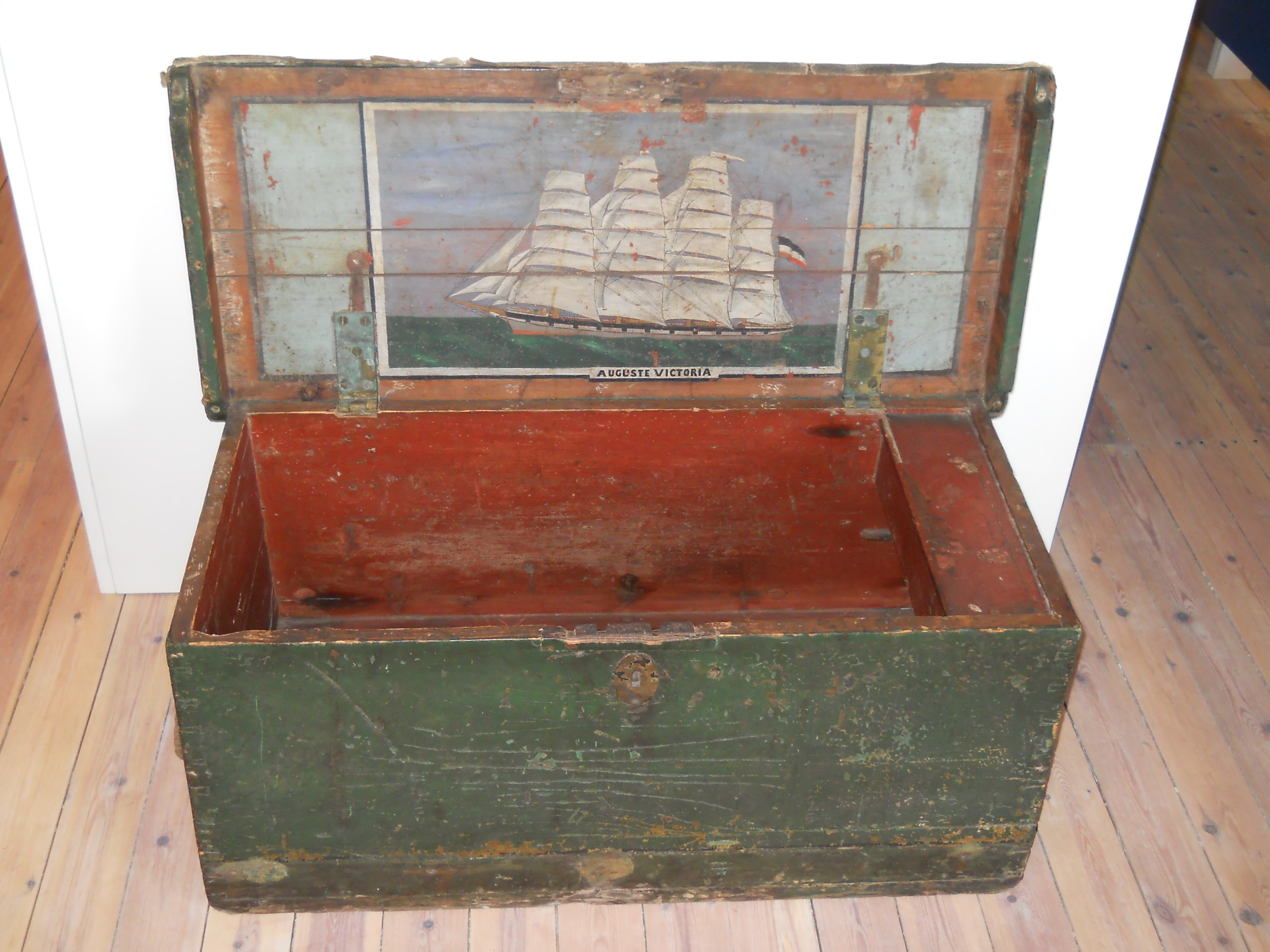
Seekiste aus dem Schifffahrtsmuseum Flensburg

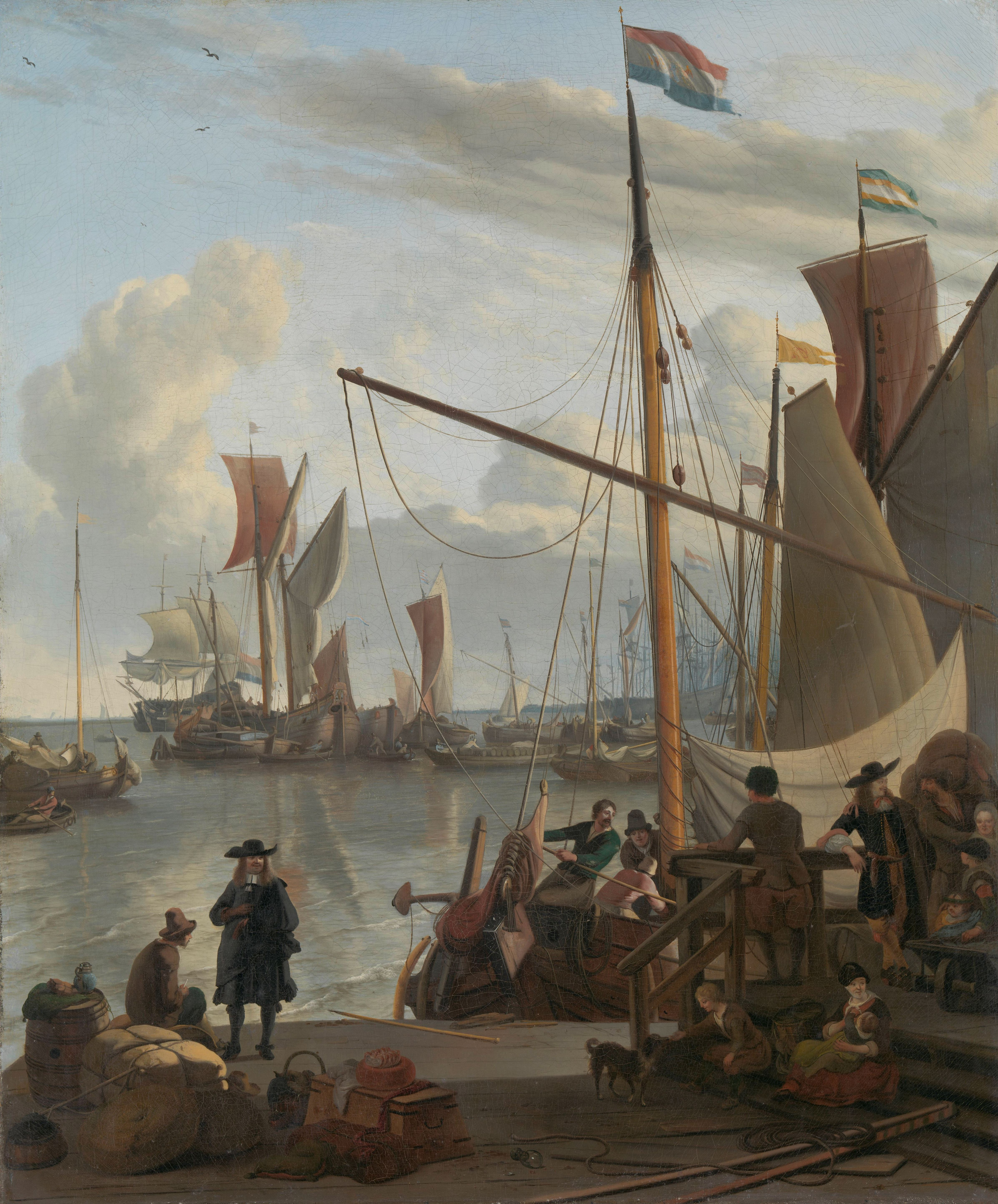
Eine Seekiste im mittleren Vordergrund auf einem Gemälde von Ludolf Bakhuizen, datiert 1673

Die Seekiste (auch Schiffskiste, Überseekiste oder Matrosenkiste, englisch: sea locker; locker seat; seaman’s chest; niederländisch: zeekist) war eine früher an Stelle eines Koffers oder eines ähnlichen Transport- und Aufbewahrungsutensils übliche hölzerne Kiste für das persönliche Eigentum des Seemanns.

## Bezeichnungen
Röding nennt am Ende des 18. Jahrhunderts für dieses Möbel verschiedene Bezeichnungen in der englischen Sprache: „sea chest“, „sea locker“, „locker seat“ oder „sailors chest“. Es ist eine Spezialisierung von engl. „chest“ für Kiste. Dieses wiederum erklärt Röding unter dem Stichpunkt „locker“ als: „Eine gegen die innere Seite des Schiffs genagelte Back oder Korb, zu verschiedenem Gebrauch.“ Daraus erklären sich dann „locker seat“ für Sitzkiste und „sea locker“ für Seekiste. Damit sind in der englischen Sprache die einzelnen Verwendungsmöglichkeiten der Seekiste genannt. Einmal die Sitzgelegenheit und zum anderen die Möglichkeit des Abschließens und des Schutzes vor unerwünschtem Zugriff. Laien verwenden auch die Bezeichnung Seemannskiste.

## Verwendung
Sie diente im Logis, dem Wohnraum der Schiffsmannschaft, als Sitzbank und als Behältnis für persönliche Dinge des Seemanns. Zur Verzierung und als persönliche Note wurde die Seekiste meist durch Bemalung, seltener durch Schnitzereien und Brandmalereien, verziert. Die Größe und Proportionen der Kiste variieren nicht sonderlich, da überall beengte Raumverhältnisse an Bord herrschten. Allerdings gibt es Unterschiede zwischen der Seekiste etwa eines Kapitäns und der eines gewöhnlichen Seemanns. Meist sind zwei parallele Kanteln, ähnlich wie Kufen, unter dem Boden montiert, damit dieser beim Rutschen nicht beschädigt wird und man noch etwas Höhe gegenüber der Feuchtigkeit auf dem Deck oder Untergrund (zum Beispiel in der Bilge) erhält. Selten sind die Seiten senkrecht, eher etwas nach oben innen geneigt. Dadurch wird der Schwerpunkt gesenkt und die Kiste läuft weniger Gefahr umzukippen. Der Deckel ragt über die Wände hinaus und ist als Sitzgelegenheit gearbeitet. Stets ist ein Schloss vorhanden, ebenso mindestens zwei Griffe an den beiden kurzen Seiten. Zumeist sind diese aus Tauwerk, oft als Fancywork gearbeitet.
Über den Inhalt von Seekisten ist wenig bekannt. Lediglich in Robert Louis Stevensons Die Schatzinsel wird der Inhalt einer Seekiste beim Plündern beschrieben. Zumindest ein kleines eingelegtes Fach für kleinere Gegenstände ist vorhanden. Oft findet man es auf der rechten Seite, es sind aber auch Exemplare bekannt, die dieses Fach über die ganze Länge haben.
Für die Kaiserliche Marine wurden Seekisten in einheitlicher Größe und Ausstattung angefertigt; sie dienten vor allem den Offizieren zum Transport von Geräten und persönlichen Gegenstände. Für die Mannschaftsdienstgrade gibt es den Seesack, der bis heute in Gebrauch ist.

## Trivia
Der Begriff wird wiederholt als Schlagwort in der Vermarktung verwendet. Beispiele:
- Peter-Michael Luserke: Dreizehn Geschichten aus der Seekiste. Salobreña 2004, ISBN 84-96083-34-9. (für maritime Erzählungen aus dem persönlichen Bereich)
- Die Seekiste, das Journal der Schiffahrt erschienen bei Koehler in Herford von 1949 bis 1969 (für eine Zeitschrift mit betont informeller Absicht ohne wissenschaftlichen Hintergrund)